# Rio do Antônio, Bahia
Rio do Antônio este un oraș în statul Bahia (BA) din Brazilia.